# Nightmare
NightmareNaitomea (ナイトメア) és un grup de música rock visual kei del Japó. Van començar a gaudir de l'èxit amb la inclusió de la seva cançó "the WORLD" en la sèrie d'animació Death Note i són considerats una fita musical important de l'escena visual kei del moment.